# Transit (US-amerikanische Band)
Transit war eine 2006 gegründete Indie-Rock-/Punk-Band aus Boston, Massachusetts.

## Geschichte
Transit wurde im Jahr 2006 in Boston, Massachusetts gegründet. Die erste komplette Besetzung der Band bestand aus Sänger Joe Boynton, Schlagzeuger Daniel Frazier, Bassist P.J. Jefferson, sowie aus den beiden Gitarristen Joseph Lacey und Tim Landers. Lacey wurde 2011 durch Torre Cioffi ersetzt. Auch Landers verließ die Gruppe im August 2014.
Ursprünglich spielte die Gruppe einen sehr am Emo angelehnten Sound. Durch den Wechsel des Gitarristen Lacey zu Cioffi schlichen sich vermehrt Einflüsse des Indie-Rock und der Popmusik ein.
2007 veröffentlichte die Gruppe mit Let It Out eine EP und bereits ein Jahr darauf folgte mit This Will Not Define Us das Debütalbum, welches bei Barrett Records veröffentlicht wurde. Nachdem die Gruppe zu Run for Cover Records wechselte, folgten mit den EPs Stay Home, Something Left Behind und dem zweiten Album Keep This to Yourself drei weitere Werke. Nach der Veröffentlichung von Something Left Behind folgte ein erneuter Labelwechsel. Die Band unterschrieb bei Rise Records und brachte in den Jahren 2011 und 2013 ihr drittes Album Listen & Forgive sowie das vierte Album Young New England heraus. Dieses stieg in den offiziellen US-Albumcharts auf Platz 193 ein.
Am 18. August 2014 wurde das inzwischen fünfte Album der Gruppe angekündigt. Es heißt Joyride und soll am 21. Oktober 2014 über Rise Records veröffentlicht werden. Außerdem spielt die Band im Oktober eine Headliner-Tournee mit Such Gold durch die USA und Kanada. Im November folgt eine Tournee mit Four Year Strong. In der Vergangenheit spielte die Band bereits mit Mayday Parade, We Are the In Crowd, Taking Back Sunday und Polar Bear Club.
Am 29. Februar 2016 gab die Gruppe ihre Auflösung bekannt. Gitarrist Tim Landers verstarb unerwartet am ersten Februarwochenende des Jahres 2019.

## Diskografie

### EPs
- 2007: Cut It Out
- 2009: Stay Home (Run for Cover Records)
- 2011: Something Left Behind (Run for Cover Records)

### Alben
- 2008: This Will Not Define Us (Barrett Records)
- 2010: Keep This to Yourself (Run for Cover Records)
- 2011: Listen & Forgive (Rise Records)
- 2013: Young New England (Rise Records)
- 2014: Joyride (Rise Records)